# Armando Navarrete
Armando Navarrete García (Jacona, Michoacán, 22 de noviembre de 1980) es un exfutbolista mexicano. Ocupaba la posición de portero.

## Carrera
Salió de la cantera de la escuela municipal de fútbol de Zamora, Michoacán de la misma cantera que fueron descubiertos jugadores tales como Rafael Márquez Álvarez, Agustín García, Juan Carlos "la Pájara" Chávez, Rodrigo "el Pollo" González, Oscar "La Piraña" González, Luis Ángel Landín, "El Pollo" Dueñas, entre otros quien fuera fundada por el gran jugador y entrenador argentino Carlos Sebille Rinaldi. Así pues fue cuando partió a la ciudad de Guadalajara a la cantera del Atlas de Guadalajara, en 2001, pasando por el Deportivo Toluca en 2003, luego por los Tiburones Rojos de Veracruz en el año 2004, para luego regresar a su primer club, Atlas de Guadalajara en el 2005, para en el año 2006, llegar al  Club América y ser campeón como portero titular de la Liga de Campeones de la Concacaf. En el año 2008 se consagró campeón de la Interliga 2008 enfrentando en la gran final al Cruz Azul Fútbol Club. 
Uno de los mejores juegos de su carrera se vivió el 25 de abril del 2010 en contra del Club Santos Laguna ya que el  Club América le tenía que ganar al santos para meterse en la liguilla del Torneo Bicentenario 2010, en partido disputado en el Estadio Azteca y con el que cerró la fecha 17 y última del torneo regular, la anotación americanista fue obra de Angel Reyna al minuto 9.
Ya por el minuto 90 y con final de alarido, Navarrete salvó el pase a la Liguilla cuando en un disparo de Darwin Quintero que se impactó en el travesaño y en el contrarremate, Oribe Peralta conectó con la cabeza pero Navarrete recuperóy salvó la tarde; después de ese partido muchos diarios deportivos lo catalogaron como el hombre que le dio el pase a la liguilla al América.
En el Apertura 2011, con la salida de Guillermo Ochoa al Ajaccio, Navarrete consiguió la titularidad con las Águilas, luego de varios años en que fuera suplente de Ochoa. Recibió 31 goles y obtuvo una tarjeta amarilla, sus actuaciones fueron muy criticadas y sus errores le costaron la eliminación al América, al final del torneo América intercambia a Navarrete por Moisés Muñoz al Atlante hacia el Clausura 2012 y en 2011, ir al Club Atlante.
En el Clausura 2012, Navarrete inició como titular en el Atlante; para el Apertura 2012 se fue al Necaxa.
En los partidos de preparación del Necaxa en la Copa Bachoco, Navarrete no fue titular.
Después de que el Necaxa estuviera a punto de calificar a la final de Ascenso MX perdiendo contra el Neza en un partido en el que la mala suerte y los errores arbitrales permitieron que el Neza le anotara 4 goles a Navarrete.
Continuó su carrera con el Puebla  del 2013 al 2014 en Primera División donde vería sus últimos torneos en el máximo circuito de la Liga MX.
Sus últimos equipos fueron en el Ascenso MX con el Club Irapuato del 2014 al 2015, Cimarrones de Sonora del 2015 al 2016, Club Zacatepec del 2016 al 2017 y en el Venados Fútbol Club donde jugaría la mayor parte de su carrera del 2017 al 2021 cuando se retiró en la Expansión MX.
Actualmente es entrenador de porteros del Mazatlán Fútbol Club de la Liga MX

## Clubes
| Club                        | País                | Año       | Partidos |
| --------------------------- | ------------------- | --------- | -------- |
| Atlas FC                    | México              | 2000-2003 | 34       |
| Deportivo Toluca            | México              | 2003-2004 | 3        |
| Tiburones Rojos de Veracruz | México              | 2004-2005 | 6        |
| Atlas FC                    | México              | 2005      | 7        |
| Club América                | México              | 2006      | 0        |
| Club Zacatepec              | México              | 2006      | 2        |
| Club América                | México              | 2007-2011 | 46       |
| Club de Fútbol Atlante      | México              | 2012      | 14       |
| Club Necaxa                 | México              | 2012-2013 | 28       |
| Club Puebla                 | México              | 2013-2014 | 0        |
| Club Irapuato               | México              | 2014-2015 | 26       |
| Cimarrones de Sonora        | México              | 2015-2016 | 30       |
| Club Zacatepec              | México              | 2016-2017 | 38       |
| Venados Fútbol Club         | México              | 2017-2021 | 55       |
| Total en su carrera         | Total en su carrera | 2000-2020 | 282      |

## Palmarés

### Copas internacionales
| Título                  | Equipo  | Sede           | Año  |
| ----------------------- | ------- | -------------- | ---- |
| Copa Campeones CONCACAF | América | México         | 2006 |
| Interliga               | América | Estados Unidos | 2008 |